# Copacabana Titãs
O Copacabana Titãs é uma equipe de futebol americano brasileira, sediada no bairro de Copacabana, Rio de Janeiro. É filiada à AFAB, e disputa o torneio oficial dessa entidade, o Carioca Bowl, como é chamado o campeonato estadual de futebol americano de praia. Participou também do Saquarema Bowl em 2005 e 2006.
O Titãs foi fundado 2 de Outubro de 2004, a partir da ideia de alguns atletas do Copacabana Eagles que decidiram formar uma nova equipe. O projeto logo contou com a adesão de atletas de outros times da cidade, como o extinto Ipanema Devils. O nome Titãs foi escolhido principalmente pela paixão de muitos jogadores pelo filme Remember the Titans, Duelo de Titãs, no qual garra, vibração, união, espírito de grupo e vontade são ideais expressos de forma contundente, o que representa de forma clara e evidente o espírito dos fundadores da equipe, cujo lema é: "Vencemos juntos, Perdemos juntos… Titãs para sempre".
Diferente dos seus adversários, o Titãs surgiu com uma proposta totalmente inovadora para a prática desse esporte, tornando-se o primeiro time a organizar por completo a gerência de uma equipe amadora. Os atletas fundadores ocuparam cargos na diretoria, buscando total controle em relação às necessidades do grupo em qualquer campeonato que viesse a disputar.

## Títulos
Carioca Bowl: 2006 e 2007.
 Siqueirão Bowl: 2006.

## Comissão Técnica e Diretoria

### Comissão Técnica
- Coordenador de Ataque: Gustavo Barretto
- Auxiliar: Pedro Coelho
- Coordenador de Defesa: Fernando Ventura
- Auxiliar: Cristiano Forti
- Coordenador de Especial: Leduc Fauth
- Auxiliar: à definir

### Diretoria
- Presidente: Gustavo Barretto
- Vice-Presidente: Gustavo Melito
- Diretor Técnico: Leduc Fauth
- Diretor Financeiro: Fabiano Dias
- Diretor de Comunicação: Philippe Quadros

## Pré-temporada - 2009
18/05/09 - Titãs 26 x 19 Mamutes
07/06/09 - Tatuís 14 x 28 Titãs

## Carioca Bowl X - 2009
28/06/09 - Titãs 14 x 00 Sharks
11/07/09 - Tatuís 00 x 07 Titãs
26/07/09 - Red Lions 19 x 17 Titãs
07/08/09 - Titãs 28 x 06 Mamutes
23/08/09 - Titãs 03 x 00 Piratas
13/09/09 - Reptiles 14 x 03 Titãs
27/09/09 - Falcões 00 x 58 Titãs
18/10/09 - Titãs 13 x 00  Red Lions
01/11/09 - Titãs 27 x 09   Tatuís
14/11/09 - Sharks 07 x 13    Titãs
12/12/09 - Titãs 07 x 28    Red Lions - (semifinal)

## Equipe 2009
(INJ) - Injured/Lesionado

### Ataque
| Numero | Nome                               | Apelido      | Posição |
| ------ | ---------------------------------- | ------------ | ------- |
| 78     | André Fortuna                      | Mutante      | G       |
| 82     | Brunno Luiz Araujo Costa           | Brunno Costa | WR      |
| 85     | Bruno Lobo Motta                   | Lobo         | TE      |
| 72     | Diórgenes Alberto N. Pacheco (INJ) | Diógines     | OT      |
| 88     | Claudio G. Soares da Silva         | Cubano       | WR      |
| 6      | Eduardo Ribeiro Amoêdo Lopes       | Skilo        | WR      |
| 5      | Fagner Teixeira                    | Fagner       | WR      |
| 97     | Gabriel de S. Riva Gargiulo        | Riva         | OT      |
| 66     | Gustavo Barretto                   | Barretto     | G       |
| 90     | Gustavo Novaes Melito              | Monobloco    | G       |
| 13     | João Marcelo Heringer (INJ)        | Rock 'n roll | RB/FB   |
| 22     | Leduc H. de A. Fauth               | Leduc        | RB      |
| 76     | Leonardo de Lima Netto             | Leo Netto    | G       |
| 69     | Lucas Junior Beserra               | Bocão        | C       |
| 27     | Márcio Francellino                 | M            | RB      |
| 67     | Marlos Gonçalvez                   | Marlos       | G       |
| 75     | Paulo Sérgio de Jesus Jr           | Danette      | OT      |
| 28     | Pedro Sant´Anna Carvalho Legey     | Legey        | RB      |
| 92     | Pedro Paulo L. Coelho              | Pepe         | OT      |
| 65     | Philippe Quadros                   | Quadros      | C       |
| 8      | Roni Ferreira Rodrigues            | Roni         | QB      |
| 62     | Vinicius Soares Rodrigues          | Turco        | G       |
| 87     | Walter França                      | Walter       | WR/RB   |

### Defesa
| Numero | Nome                              | Apelido  | Posição |
| ------ | --------------------------------- | -------- | ------- |
| 91     | André Luiz Borges Simões Sobrinho | Simões   | DE      |
| 18     | André Luiz O. Martinez            | André    | S       |
| 58     | Antônio César Xavier de Melo      | Cesão    | LB      |
| 96     | Bhruno Jorge G. de Abreu          | BH       | DT      |
| 70     | Bruno Jucá                        | PW       | DT      |
| 94     | Bruno L. Uzeda Moreira            | Big      | DE      |
| 47     | Cristiano Cazelato Forti          | Cris     | LB      |
| 98     | Daniel Horovitz                   | Horovitz | DE      |
| 36     | Diego Aimo Lebtag Meira           | Diego    | S       |
| 10     | Eduardo Lage                      | Lage     | CB      |
| 68     | Enéas Junior                      | Junior   | DE      |
| 23     | Fabiano Dias da Silva             | Peixão   | CB      |
| 51     | Fabio B. dos Santos               | Fabio    | DE      |
| 95     | Fabio Maione dos Santos           | Fabio    | DT      |
| 29     | Fernando A. M. Ventura            | Fernando | CB/S    |
| 50     | Fernando Gonçalves                | Nenê     | DT      |
| 71     | Fernando Sanches                  | Mochila  | DE      |
| 41     | Igor Assanti (INJ)                | Igor     | CB      |
| 35     | João Baptista Alonso Alvares Neto | JB       | CB      |
| 49     | Leonardo Amorim                   | Leo      | LB      |
| 79     | Leonardo Muniz                    | Biff     | DT      |
| 40     | Luciano Dias da Silva             | Peixinho | CB      |
| 12     | Moacyr F. P. das N. Junior        | Moaca    | S       |
| 52     | Pedro William Coelho              | Pedro    | LB      |
| 55     | Rafael Vieira Gomez               | Titanic  | DT      |
| 77     | Roldan Pinto de Almeida Junior    | Roldan   | DE      |
| 44     | Rubens Macharoto Alencar          | Rubens   | CB      |
| 7      | Wellington V. de Sousa            | Well     | CB      |

### Especial
| Numero | Nome                           | Apelido  | Posição |
| ------ | ------------------------------ | -------- | ------- |
| 82     | Brunno Luiz Araujo Costa       | B. Costa | H/KR    |
| 94     | Bruno L. Uzeda Moreira         | Big      | LS      |
| 47     | Cristiano Cazelato Forti       | Cris     | P       |
| 6      | Eduardo Ribeiro Amoêdo Lopes   | Skilo    | K       |
| 19     | Gabriel M. C.S. de Jesus       | Kokão    | K       |
| 22     | Leduc H. de A. Fauth           | Leduc    | K       |
| 65     | Philippe Quadros               | Quadros  | LS      |
| 77     | Roldan Pinto de Almeida Junior | Roldan   | LS      |
| 8      | Roni Ferreira Rodrigues        | Roni     | P       |
| 7      | Wellington V. de Sousa         | Well     | PR/KR   |